# Le Ban-Saint-Martin
Pour les articles homonymes, voir Saint-Martin.
Le Ban-Saint-Martin est une commune française située dans le département de la Moselle, en région Grand Est.
Ses habitants sont appelés les Ban-Saint-Martinois.

## Géographie
À l'ouest de Metz, la Moselle borde le sud-est de la ville, tandis que le mont Saint-Quentin culmine à l'ouest. Les principales rues sont :
- la route de Plappeville coupée en deux entre le ban de la commune et celui de Metz ;
- la rue Saint-Sigisbert ;
- l'avenue du Général-de-Gaulle ;
- la rue de la Côte.

### Hydrographie
La commune est située dans le bassin versant du Rhin au sein du bassin Rhin-Meuse. Elle est drainée par la Moselle et la Moselle canalisée.
La Moselle, d’une longueur totale de 560 kilomètres, dont 315 kilomètres en France, prend sa source dans le massif des Vosges au col de Bussang et se jette dans le Rhin à Coblence en Allemagne.
La Moselle canalisée, d'une longueur totale de 135,2 km, prend sa source dans la commune de Pont-Saint-Vincent et se jette  dans la Moselle à Kœnigsmacker, après avoir traversé 61 communes.

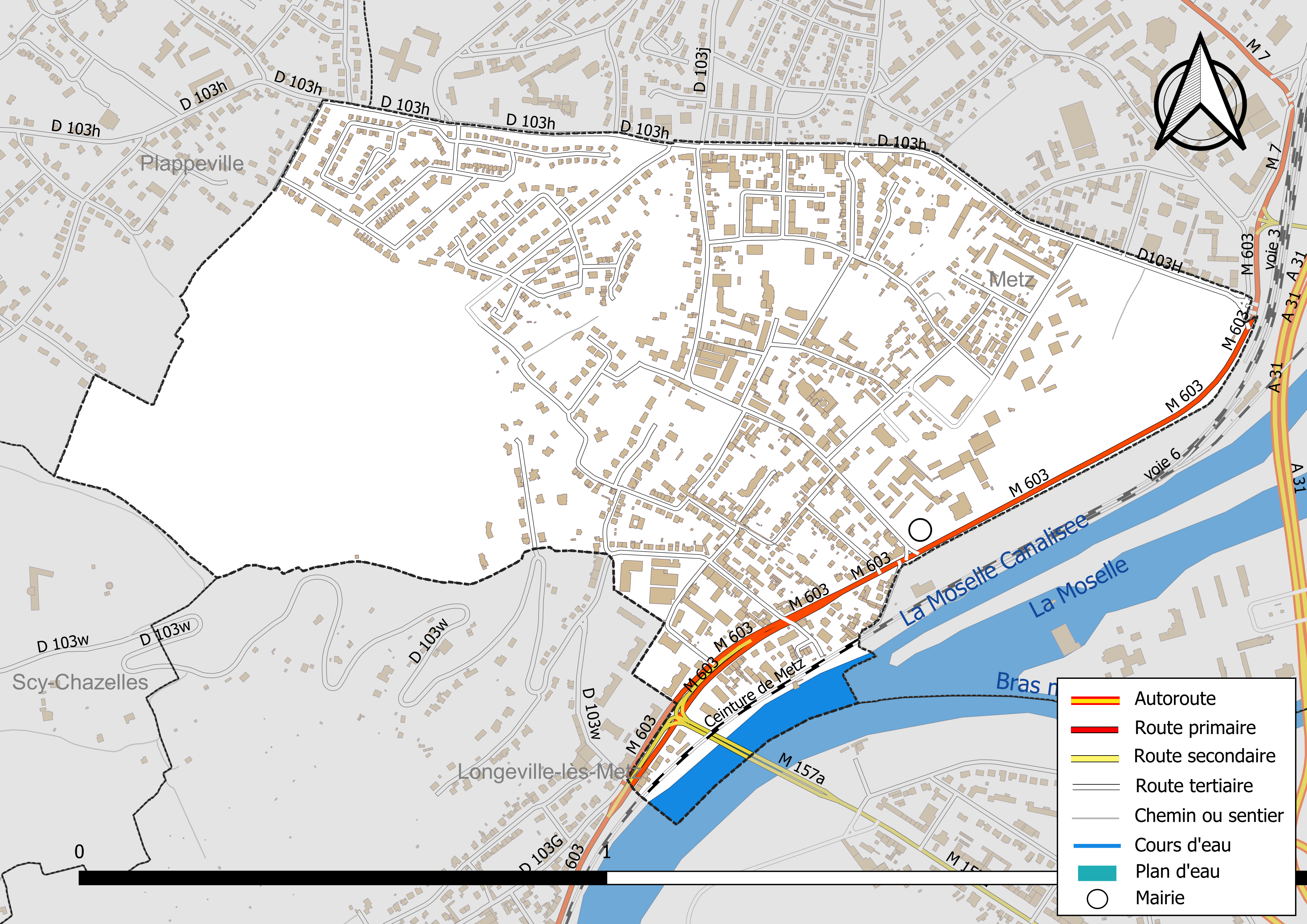
Réseaux hydrographique et routier du Ban-Saint-Martin.

La qualité de la Moselle et de la Moselle canalisée peut être consultée sur un site dédié géré par les agences de l'eau et l'Agence française pour la biodiversité.

### Climat
Pour des articles plus généraux, voir Climat du Grand Est et Climat de la Moselle.
En 2010, le climat de la commune est de type climat océanique dégradé des plaines du Centre et du Nord, selon une étude du Centre national de la recherche scientifique s'appuyant sur une série de données couvrant la période 1971-2000. En 2020, Météo-France publie une typologie des climats de la France métropolitaine dans laquelle la commune est exposée à un climat semi-continental et est dans la région climatique  Lorraine, plateau de Langres, Morvan, caractérisée par un hiver rude (1,5 °C), des vents modérés et des brouillards fréquents en automne et hiver. 
Pour la période 1971-2000, la température annuelle moyenne est de 9,8 °C, avec une amplitude thermique annuelle de 16,7 °C. Le cumul annuel moyen de précipitations est de 737 mm, avec 11,7 jours de précipitations en janvier et 9,2 jours en juillet. Pour la période 1991-2020, la température moyenne annuelle observée sur la station météorologique de Météo-France la plus proche, « Metz-Frescaty », sur la commune d'Augny à 7 km à vol d'oiseau, est de 11,1 °C et le cumul annuel moyen de précipitations est de 713,5 mm. 
La température maximale relevée sur cette station est de 39,7 °C, atteinte le 25 juillet 2019 ; la température minimale est de −23,2 °C, atteinte le 17 février 1956,,. 
Les paramètres climatiques de la commune ont été estimés pour le milieu du siècle (2041-2070) selon différents scénarios d'émission de gaz à effet de serre à partir des nouvelles projections climatiques de référence DRIAS-2020. Ils sont consultables sur un site dédié publié par Météo-France en novembre 2022.

## Urbanisme

### Typologie
Au 1er janvier 2024, Le Ban-Saint-Martin est catégorisée grand centre urbain, selon la nouvelle grille communale de densité à sept niveaux définie par l'Insee en 2022.
Elle appartient à l'unité urbaine de Metz, une agglomération intra-départementale regroupant 42  communes, dont elle est une commune de la banlieue,,. Par ailleurs la commune fait partie de l'aire d'attraction de Metz, dont elle est une commune du pôle principal,. Cette aire, qui regroupe 245 communes, est catégorisée dans les aires de 200 000 à moins de 700 000 habitants,.

### Occupation des sols
L'occupation des sols de la commune, telle qu'elle ressort de la base de données européenne d’occupation biophysique des sols Corine Land Cover (CLC), est marquée par l'importance des territoires artificialisés (72,7 % en 2018), en augmentation par rapport à 1990 (63,8 %). La répartition détaillée en 2018 est la suivante : 
zones urbanisées (72,7 %), forêts (25,4 %), eaux continentales (1,9 %). L'évolution de l’occupation des sols de la commune et de ses infrastructures peut être observée sur les différentes représentations cartographiques du territoire : la carte de Cassini (XVIIIe siècle), la carte d'état-major (1820-1866) et les cartes ou photos aériennes de l'IGN pour la période actuelle (1950 à aujourd'hui).

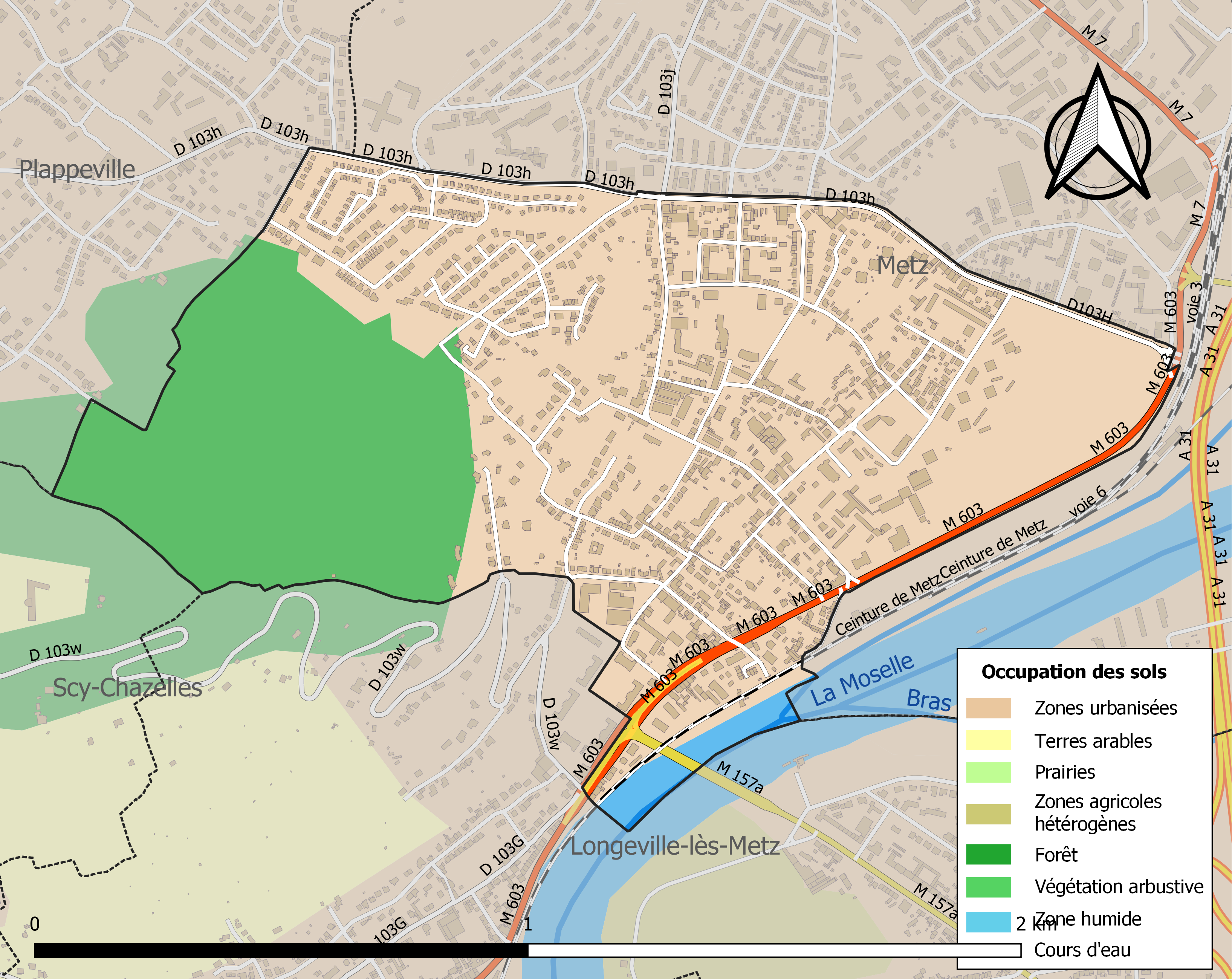
Carte des infrastructures et de l'occupation des sols de la commune en 2018 (CLC).

## Toponymie
Le ban désigne le territoire où s'exerce la juridiction d'un suzerain. Le ban permettait en outre au seigneur d'exiger un droit de passage sur ses terres, un péage.
- Au XVe siècle : Saint-Martin-lès-Metz ;
- Alsace-Moselle: Sankt Martinsbann ; (Voir Correspondance des toponymies lorraines en français et en allemand)
- De 1918 à 1940 : Ban-Saint-Martin
- Gau Westmark : Sankt Martinsbann (?)
- 1944/1966 : Ban-Saint-Martin ;
- Depuis 1966 : Le Ban-Saint-Martin.

## Histoire
L'appellation Ban-Saint-Martin vient de l'abbaye Saint-Martin, dont la fondation, attribuée au roi d'Austrasie Sigebert III, remonte au VIIe siècle. Le ban de la commune correspond pour partie aux terres de cette abbaye qui est plusieurs fois détruite au cours des guerres qui ensanglantent le Pays Messin.
En 1429, l'abbaye et le village sont détruits. Les pierres de cette démolition serviront à reconstruire la digue de Wadrinau.
L'abbaye est détruite définitivement en 1552 lors du siège de Metz par Charles Quint.

Lors de la Révolution, en 1792, le village est érigé en commune autonome.

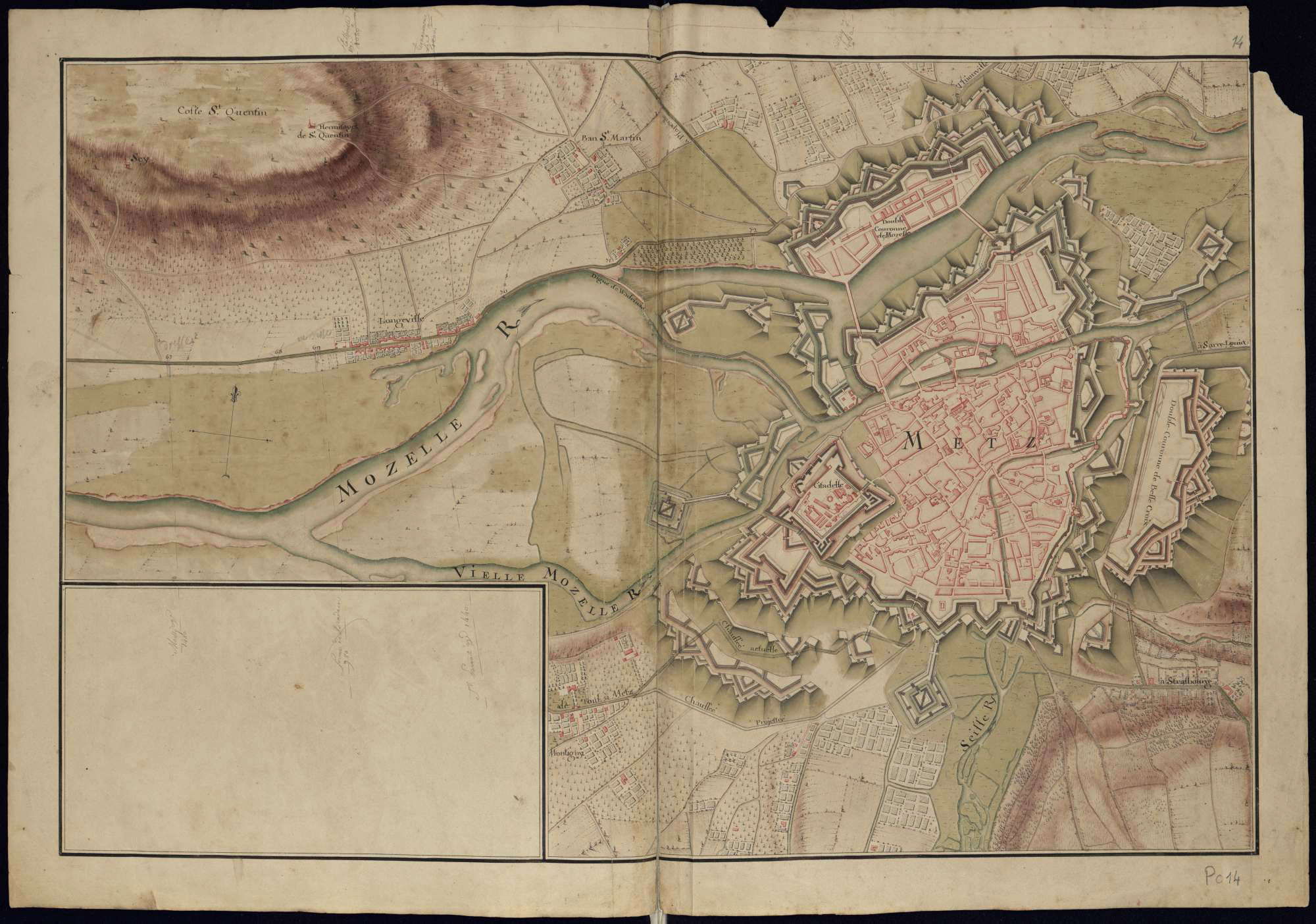
Le Ban sur la planche de l'Atlas de Trudaine consacrée à Metz, XVIIIe siècle (Archives nationales).

Commune de l'agglomération messine, Ban-Saint-Martin est en 1840 un petit village de vignerons, dont la population ne dépasse guère 480 habitants.
Sous le Second Empire, sa vocation militaire s’affirme avec la création de champ de manœuvres. En 1854, la commune s'agrandit de 43,72 ha (au détriment de Devant-les-Ponts) en incluant le hameau du SAUVAGE ainsi que le champ de manœuvres. Durant le Siège de Metz, une partie de l'armée de Bazaine établit ses quartiers sur les terrains militaires vacants. Pour échapper à la pression des civils messins, le maréchal Bazaine lui-même y établit son quartier général.
Comme les autres communes de Moselle, la commune du Ban-Saint-Martin est annexée à l’Empire allemand de 1871 à 1918. Du fait de sa situation privilégiée, entre les fortifications de Metz et les nouveaux forts du Saint-Quentin et de Plappeville, elle devient vite un quartier important pour la garnison allemande. La population dépasse très vite les 2 000 habitants, atteignant 2 500 habitants en 1900. En 1902, la Tour Bismarck, dédiée à la mémoire du chancelier Otto von Bismarck, est inaugurée sur la butte dite de Charles-Quint. Reprenant le type architectural « Crépuscule des dieux », sa silhouette altière dominait, à l'époque, la vallée de la Moselle. Deux ans plus tard, le premier club de football mosellan est fondé sur la commune. Vers 1905, une nouvelle caserne d’infanterie, la caserne Dupuis, est construite sur les terrains militaires de la commune. Un pont, le pont du Sauvage, est inauguré en 1906. En 1913, la municipalité célèbre le 1 300e anniversaire de la fondation du Ban-Saint-Martin, fixée arbitrairement à l’an 613.
Lorsque la Première Guerre mondiale éclate, les Ban-Saint-Martinois, comme les Mosellans, se battent pour l’Empire allemand. Beaucoup de jeunes gens tomberont au champ d'honneur sous l’uniforme allemand, sur le Front de l’Est, en Prusse-Orientale, mais aussi à l’Ouest, en particulier en France et dans les Flandres. Sujets loyaux de l'Empereur, les Mosellans accueillent cependant avec joie la fin des hostilités et la paix retrouvée. Fin 1918, l'armée française occupe les casernes et les infrastructures militaires laissées par l'armée impériale allemande. La Moselle est réintégrée à la France, en juin 1919, conformément au traité de Versailles.
Dès 1925, les principales rues du Ban-Saint-Martin sont goudronnées et pourvues d’éclairage électrique. En 1932, une nouvelle mairie-école est inauguré, dans un bel édifice militaire. Pendant la drôle de guerre, des soldats anglais et hindous sont cantonnés dans la caserne de la commune, qui reçoit la visite du roi George V du Royaume-Uni. Le 14 juin 1940, Metz est déclarée « ville ouverte ». Huit jours plus tard, l'Armistice est signé dans la clairière de Rethondes. La commune du Ban-Saint-Martin est de nouveau annexée à l'Allemagne.
Lors de la seconde annexion, elle est rebaptisée « Martinsbann », avant d'intégrer l'arrondissement de Metz-Ville, le 1er octobre 1940. À partir d'octobre 1942, des Malgré-nous sont incorporés de force dans l'armée allemande. Malgré la combativité de la 462e Volks-Grenadier-Division de l'armée de Knobelsdorff, Ban-Saint-Martin est libérée par la 5e DI de l'armée Patton le 21 novembre 1944, à la fin de la bataille de Metz, mettant ainsi fin à quatre années de souffrance.
En 1947, un incendie détruit l’usine Loevenbrück du Sauvage et des inondations entraînent, fin décembre, d’importants dégâts dans la commune. Un an plus tard, l’église paroissiale Sainte-Croix est inaugurée. Dans les années qui suivent, le village connaît une croissance continue. En 1951, une école d’enseignement ménager est créée dans le château Lasalle. En 1960, un centre socioculturel et le groupe scolaire Verlaine sont ouverts. Cinq ans plus tard, le collège Jean-Bauchez est inauguré. En 1976, les écoles Pagnol et La Pépinière ouvrent aussi. Le Ban-Saint-Martin est aujourd'hui une commune résidentielle, d’environ 4 300 habitants, intégrée à l'agglomération messine. Les infrastructures militaires ont, pour la plupart, été détruites ou rénovées et témoignent du riche passé militaire de la commune.

## Politique et administration

### Liste des maires

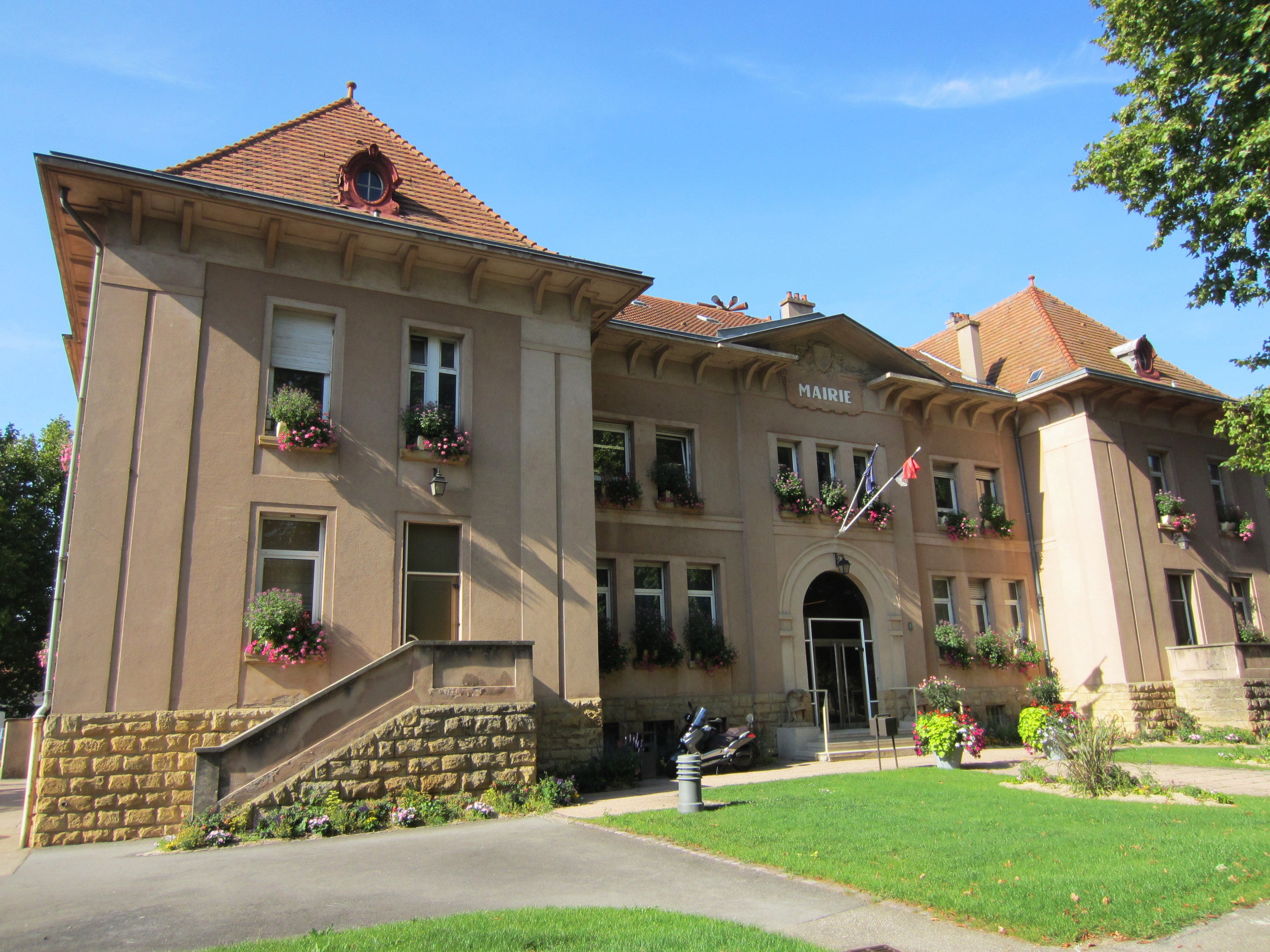
La mairie.

| Période                                  | Période   | Identité                           | Étiquette         | Qualité |
| ---------------------------------------- | --------- | ---------------------------------- | ----------------- | ------- |
| Les données manquantes sont à compléter. |           |                                    |                   |         |
| 1818                                     | 1830      | Jean Baptiste Joseph de Lardemelle | Monarchiste       |         |
| 1945                                     | 1947      | Marcel Loevenbruck                 |                   |         |
| 1947                                     | 1954      | Lucien Poinsignon                  |                   |         |
| 1954                                     | 1963      | Marcel Maujean                     |                   |         |
| 1963                                     | 1988      | Pierre Herment                     | UDR puis app. UDF |         |
| 1988                                     | mars 1995 | Gérard Schnitzler                  |                   |         |
| mars 1995                                | En cours  | Henri Hasser                       | DVD               |         |

## Démographie
L'évolution du nombre d'habitants est connue à travers les recensements de la population effectués dans la commune depuis 1793. Pour les communes de moins de 10 000 habitants, une enquête de recensement portant sur toute la population est réalisée tous les cinq ans, les populations de référence des années intermédiaires étant quant à elles estimées par interpolation ou extrapolation. Pour la commune, le premier recensement exhaustif entrant dans le cadre du nouveau dispositif a été réalisé en 2005.

En 2022, la commune comptait 4 637 habitants, en évolution de +6,84 % par rapport à 2016 (Moselle : +0,52 %, France hors Mayotte : +2,11 %).
| 1793 | 1800 | 1806 | 1821 | 1836 | 1841 | 1861 | 1866 | 1871 |
| ---- | ---- | ---- | ---- | ---- | ---- | ---- | ---- | ---- |
| 210  | 204  | 247  | 248  | 306  | 286  | 385  | 445  | 380  |

| 1875 | 1880  | 1885  | 1890  | 1895  | 1900  | 1905  | 1910  | 1921  |
| ---- | ----- | ----- | ----- | ----- | ----- | ----- | ----- | ----- |
| 821  | 1 594 | 1 695 | 1 793 | 2 382 | 2 444 | 2 750 | 1 264 | 1 715 |

| 1926  | 1931  | 1936  | 1946  | 1954  | 1962  | 1968  | 1975  | 1982  |
| ----- | ----- | ----- | ----- | ----- | ----- | ----- | ----- | ----- |
| 1 849 | 2 299 | 2 513 | 2 534 | 2 849 | 2 954 | 3 624 | 3 815 | 3 733 |

| 1990  | 1999  | 2005  | 2006  | 2010  | 2015  | 2020  | 2022  | - |
| ----- | ----- | ----- | ----- | ----- | ----- | ----- | ----- | - |
| 4 066 | 4 293 | 4 472 | 4 453 | 4 252 | 4 164 | 4 604 | 4 637 | - |

## Économie
L’économie est principalement composée de cultures maraîchères, de pisciculture, ainsi que de vignes.

Maison du XVIIIe siècle.

## Patrimoine local

### Édifices civils

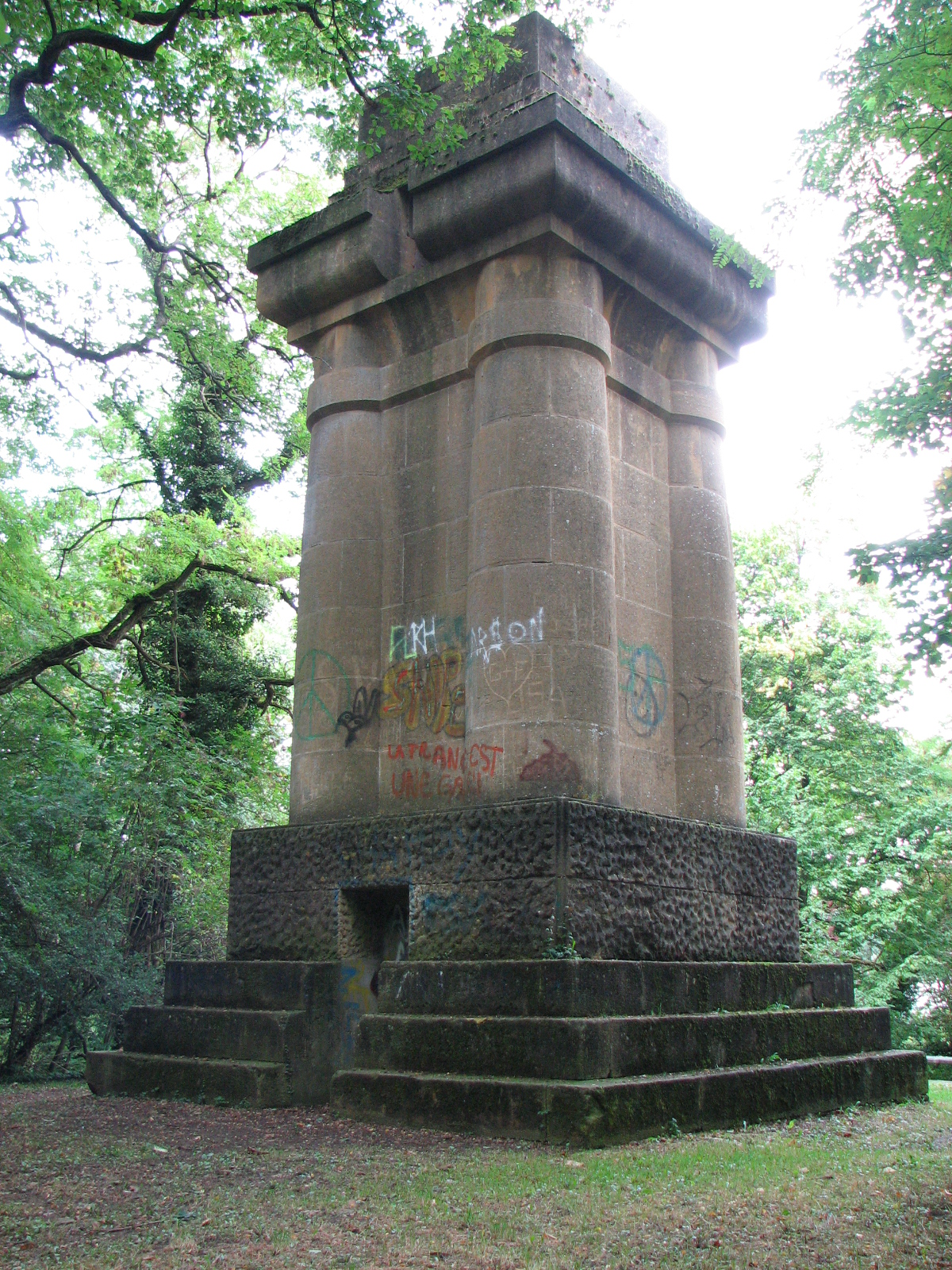
Tour Bismarck (1902).

- Tour Bismarck, monument commémoratif élevé à la mémoire du chancelier impérial Otto von Bismarck, situé sur le mont Saint-Quentin. Unicum en France, la tour de Metz est du type Crépuscule des dieux, comme celle de Stuttgart.
- Passage d’une voie romaine ;
- Vestiges romains (canalisation) ;
- mont Saint-Quentin ;
- Ancien château Lasalle, situé 41 avenue de la Liberté, élevé vers le milieu du XVIIIe siècle (la plupart des pièces ont conservé leurs aménagements de l’époque) où se situe désormais l'IRTS de Lorraine ; inscrit au titre des monuments historiques par arrêté du 10 mai 1996[25].
- Villa Schock, 35 avenue de la Liberté, conçue en 1934 par l’architecte suisse Otto Zollinger pour le minotier allemand Schock ; béton brut peint en blanc, larges ouvertures et distributions des pièces autour d’un axe de symétrie caractéristiques du style « paquebot » des années 1930 ; c’est l’un des seuls exemples mosellans de l’avant-garde moderne qui privilégie les formes pures et l’harmonie des proportions[26]. La villa est inscrite au titre des monuments historiques par arrêté du 22 janvier 1999 pour ses façades et toitures ainsi que le bassin du XVIIIe siècle adjacent[27].
- Collège Jean-Bauchez. Établissement scolaire, baptisé en l'honneur du chroniqueur Jean Bauchez, échevin de Plappeville et greffier du cardinal de Lavalette (XVIIe siècle).

### Édifices religieux

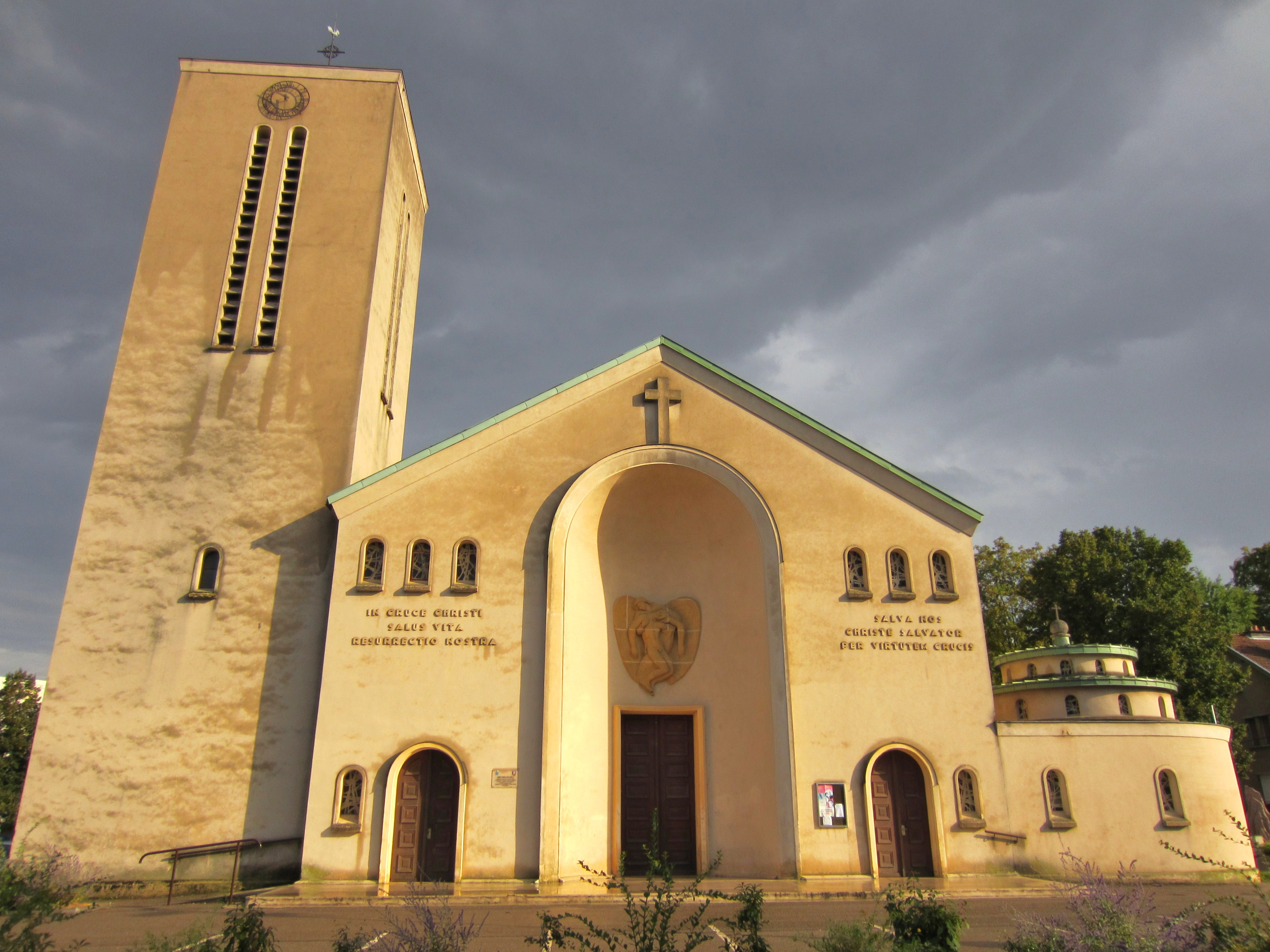
Église Sainte-Croix.

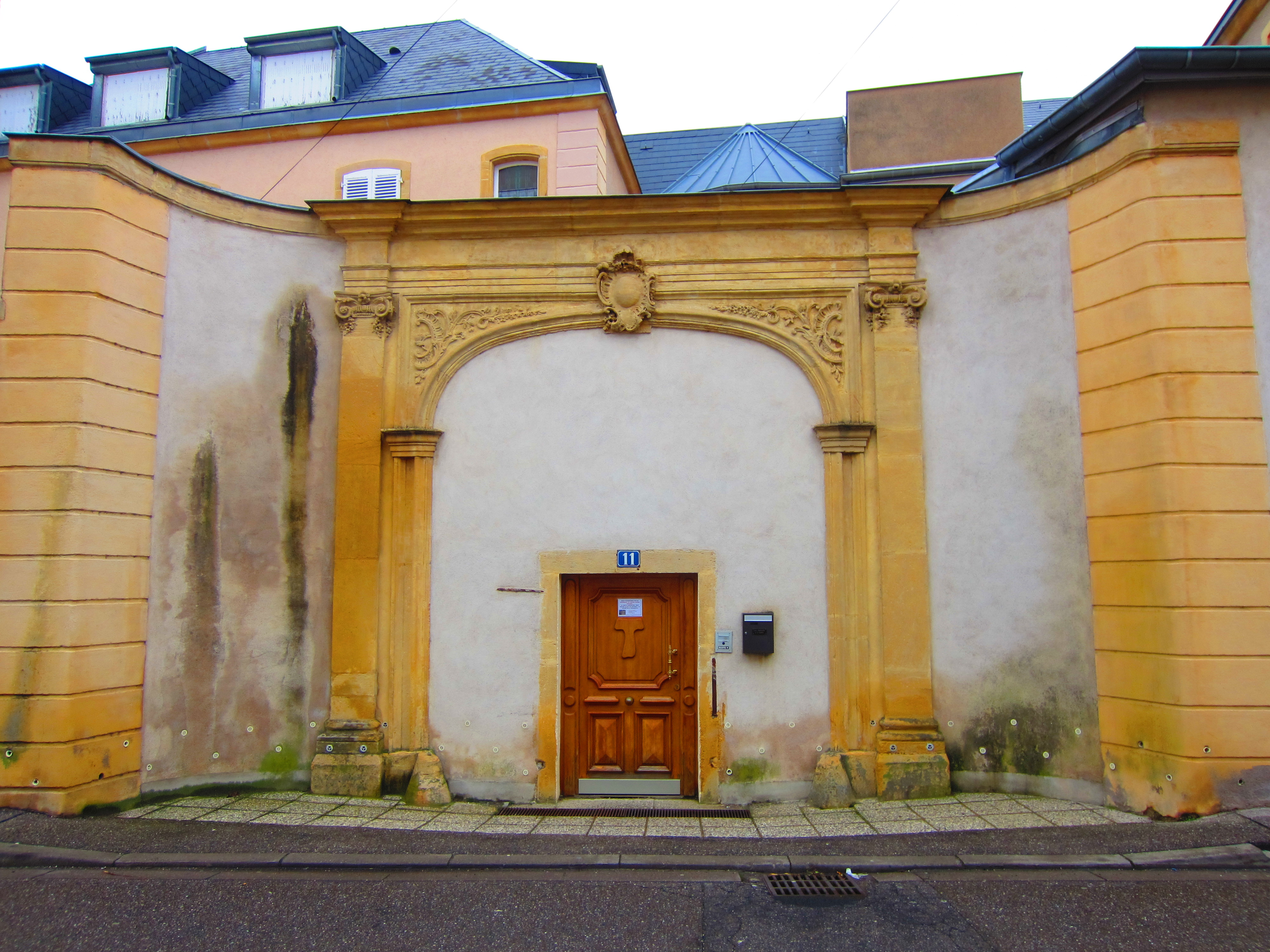
Couvent des sœurs de Sainte-Blandine.

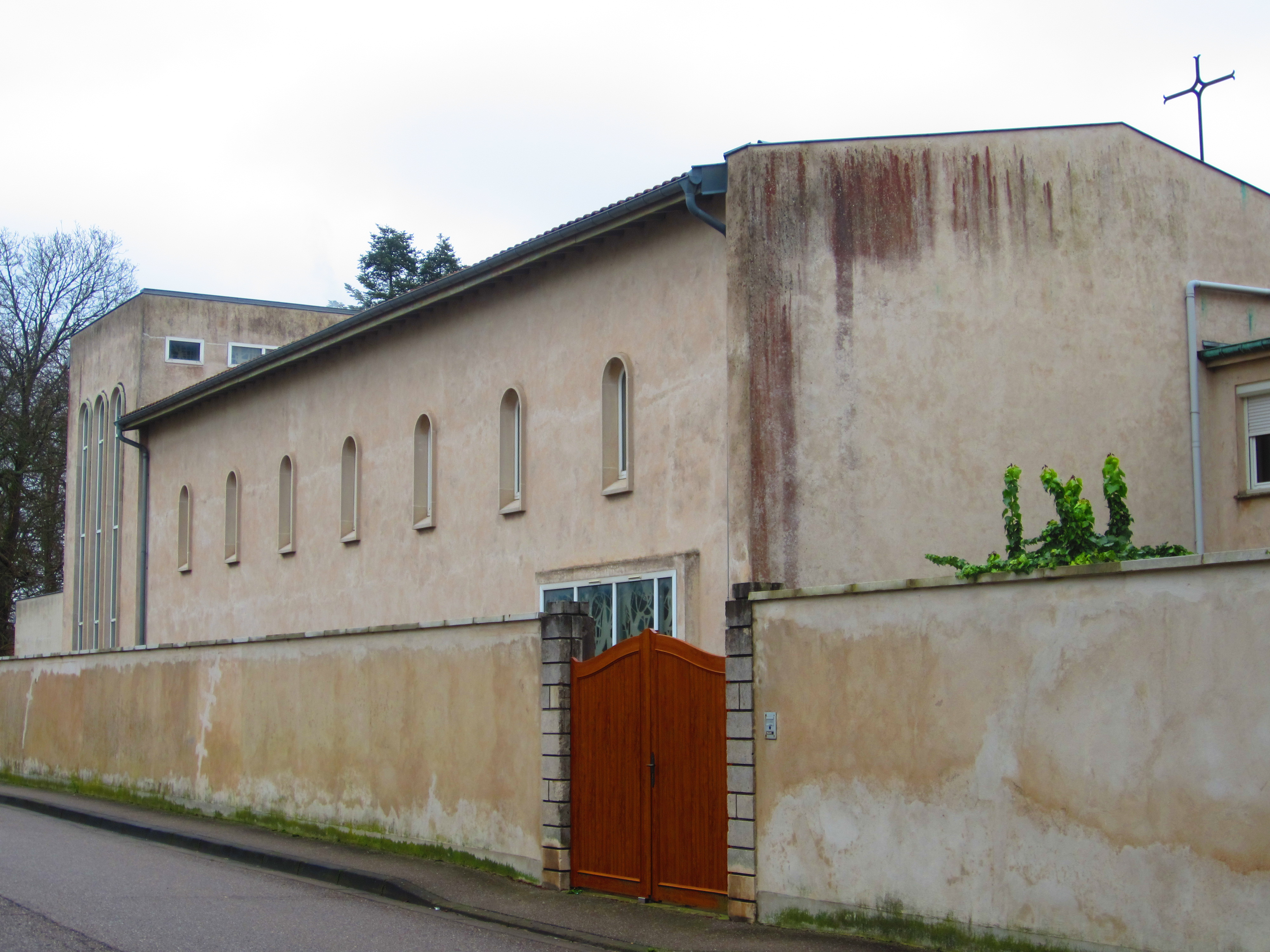
Chapelle des sœurs de Sainte-Blandine.

- Église nouvelle Sainte-Croix, avenue de la Liberté, architecte Jean-Baptiste Hourlier (prix de Rome 1926), grande fresque et vitraux de Nicolas Untersteller, sculpture de Nicolas Letourneur et chemin de Croix par Mme Untersteller, 1948.
- Couvent avec chapelle des sœurs de Sainte-Blandine.

### Édifices militaires
- la caserne Dupuis, élevée par les Allemands pendant l'annexion, cette caserne a été détruite en 2009[28].

### Personnalités liées à la commune

#### Personnalités nées au Ban-Saint-Martin
- Theodor Berkelmann (1894-1943) homme politique, général allemand SS, né au Ban-Saint-Martin ;
- Hans Otto Glahn (1895 - ap.1933), homme politique (SPD) allemand, né au Ban-Saint-Martin ;
- Georges Zvunka (né en 1937 au Ban-Saint-Martin, mort en 2022), footballeur professionnel dans les années 1950-1960 ;
- Yvette Pierpaoli (1938-1999), militante humanitaire, dont le film The Constant Gardener s'inspire librement, née au Ban-Saint-Martin ;
- Jules Zvunka (né en 1941 au Ban-Saint-Martin), footballeur professionnel dans les années 1960-1970, entraineur ;
- Victor Zvunka (né en 1951 au Ban-Saint-Martin), footballeur, international A en 1975 (1 sélection), entraineur ;

#### Personnalités liées au Ban-Saint-Martin
- Jean-Baptiste Bouchotte (1754-1840), militaire français et ministre de la Guerre en 1793-1794 y est décédé ;
- Jean Baptiste Joseph de Lardemelle (1777-1855), officier, député sous la Restauration, et maire du Ban-Saint-Martin ;
- Fernand Coustans (1878-1975), peintre, journaliste, conteur et bibliophile y est décédé ;
- Charles-Borwin de Mecklembourg-Strelitz (1888-1908), fils cadet du grand-duc Adolphe-Frédéric V de Mecklembourg-Strelitz, mort en duel au Ban-Saint-Martin ;
- Philippe Gaillot (né à Château-Salins en 1965), footballeur professionnel, a vécu au Ban-Saint-Martin.

## Pour approfondir